# Kırklareli (provincie)
Kırklarelská provincie je území v Turecku patřící do Marmarského regionu, nicméně rozkládající se na břehu Černého moře. Hlavním městem je Kırklareli. Severní a severovýchodní část regionu patří mezi nejméně zalidněné oblasti v zemi. Rozkládá se na ploše 6 550 km2 a podle odhadů z roku 2007 zde žije 326 950 obyvatel.

## Administrativní členění
Provincie Kırklareli se administrativně člení na 8 distriktů:
- Babaeski
- Demirköy
- Kırklareli
- Kofçaz
- Lüleburgaz
- Pehlivanköy
- Pınarhisar
- Vize